# Victor Mature
Victor John Mature (Louisville, 29 gennaio 1913 – Rancho Santa Fe, 4 agosto 1999) è stato un attore statunitense, popolare dagli anni '40 con film noir e western e negli anni '50 e '60 per kolossal biblici.

## Biografia
Victor Mature vantava origini trentine: il padre Marcello Gelindo Maturi, infatti, era un arrotino originario di Pinzolo (Trentino-Alto Adige), allora parte dell'Impero austro-ungarico, che emigrò nel 1912 negli Stati Uniti e lì conobbe la sua futura moglie, Clara P. Ackley, di origini svizzere. Nonostante la ferma opposizione della famiglia, il giovane Vittorio Maturi si trasferì giovanissimo in California per studiare recitazione presso la Pasadena Playhouse. Per rendere il proprio nome più "cinematografico", convertì Vittorio Maturi nel definitivo pseudonimo di Victor Mature.

### Gli inizi

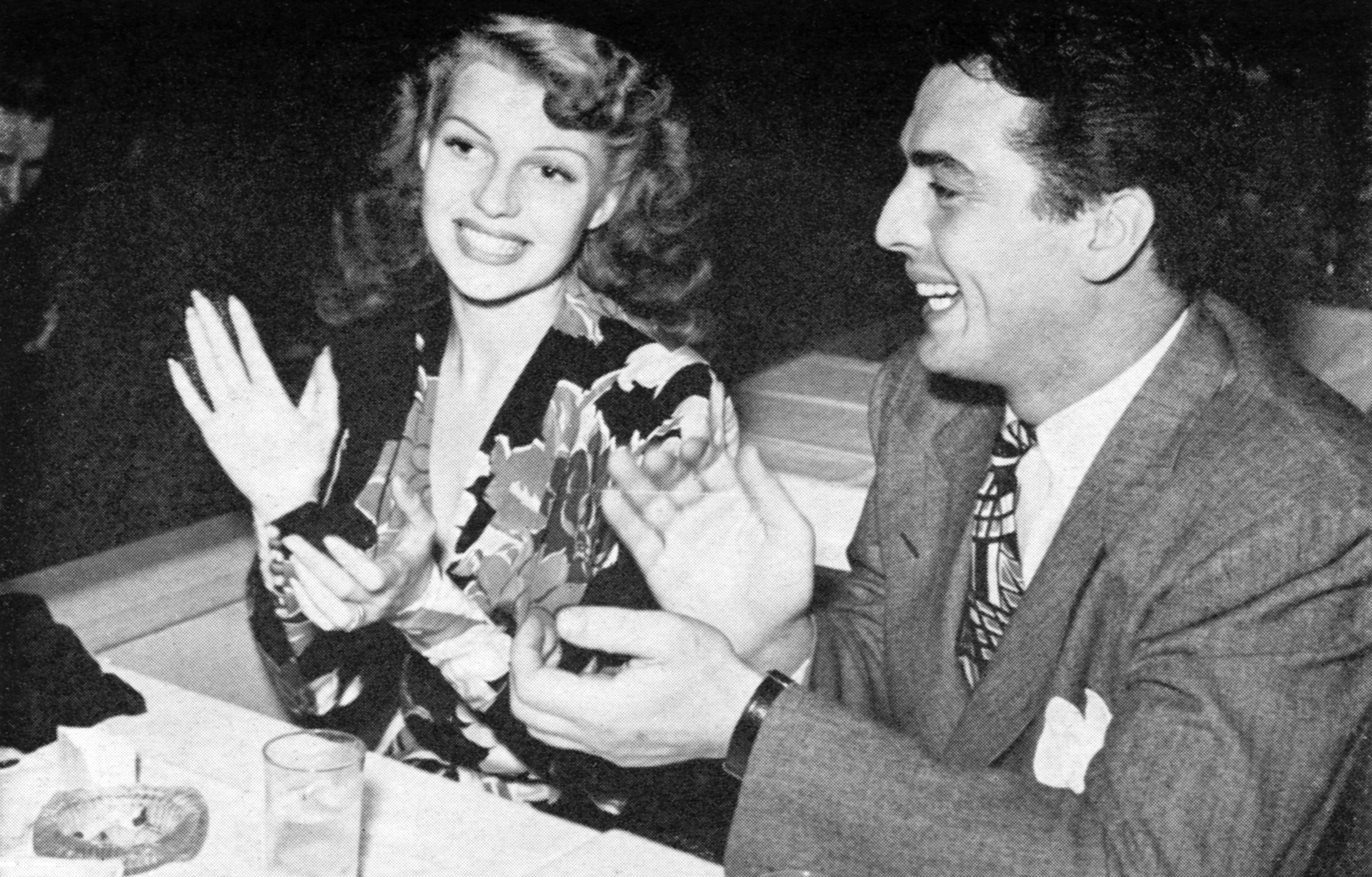
Victor Mature con Rita Hayworth nel 1942

Dopo una prima marginale apparizione nel film La casa delle fanciulle (1939), Mature ottenne il suo primo ruolo cinematografico da protagonista nel 1940, quando venne scelto per interpretare il ruolo di un cavernicolo in Sul sentiero dei mostri, pellicola di ambientazione preistorica, prodotta da Hal Roach e co-interpretata da Carole Landis. Il film rappresentò il trampolino di lancio per il giovane attore, che venne scritturato dalla 20th Century Fox e interpretò una serie di commedie brillanti, spesso affiancato alla star femminile della casa produttrice, Betty Grable.
La coppia Mature-Grable fu anche protagonista di Situazione pericolosa (1941), uno dei primi esempi di pellicola del genere noir che raggiungerà l'apice della popolarità durante gli anni quaranta. Mature interpreta la parte di un giovanotto che viene ingiustamente accusato di omicidio da un poliziotto psicopatico (Laird Cregar). Nello stesso anno apparve in un altro noir di successo, I misteri di Shanghai (1941), un curioso thriller di ambientazione decadente ed esotica, in cui interpretò il ruolo del losco Doctor Omar, per la regia di Josef von Sternberg.

### Il dopoguerra
Dopo aver prestato servizio militare presso la Guardia Costiera degli Stati Uniti, durante la seconda guerra mondiale, Mature rientrò a Hollywood al termine del conflitto e ottenne subito un ruolo di prestigio nel western Sfida infernale (1946), diretto da John Ford, in cui interpretò efficacemente il personaggio di Doc Holliday, conferendo dignità e spessore alla figura del malinconico e tormentato medico affetto da tubercolosi.
L'anno successivo, si riconfermò ottimo interprete del genere noir, nei panni del gangster Nick Bianco, ne Il bacio della morte (1947), accanto all'esordiente Richard Widmark, cui fece seguito L'urlo della città (1948), in cui interpretò il ruolo di un poliziotto italo-americano, accanto a un altro attore specializzato nel genere, Richard Conte. Nonostante il successo di entrambi i film, Mature continuò ad alternare ruoli di maggior impegno, come quello del campione di football americano in crisi ne Il gigante di New York (1949), a commedie leggere come Ho sposato un demonio (1949) e Una famiglia sottosopra (1950).

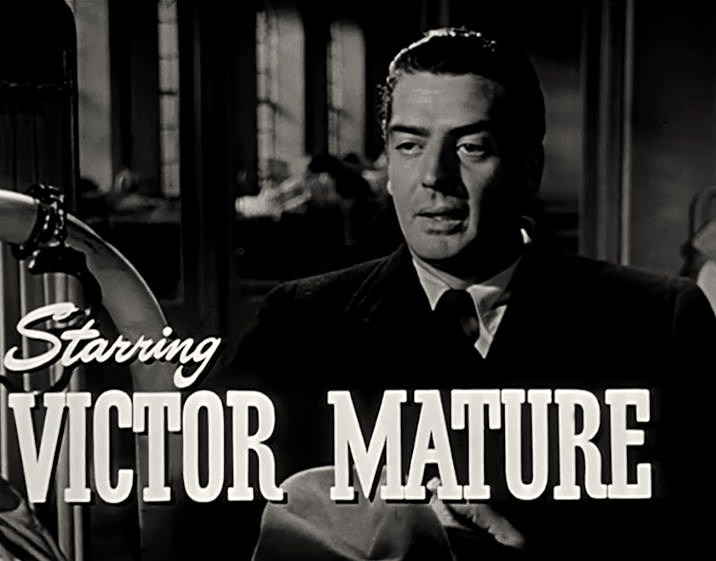
Nel trailer di L'urlo della città di Robert Siodmak (1948)

### I ruoli storici
Nel 1949 inaugurò la parentesi delle pellicole "storiche", quando venne scritturato per il ruolo grazie al quale è oggi maggiormente ricordato, quello del gigante Sansone, biblico personaggio irretito dalla cinica filistea Dalila (Hedy Lamarr) nel kolossal Sansone e Dalila, diretto da Cecil B. DeMille. Grazie al successo del film, Mature poté ulteriormente sfruttare il suo fisico possente e i suoi lineamenti marcati in altre memorabili interpretazioni di personaggi epici, come in Androclo e il leone (1952) e nel ruolo del greco Demetrio ne La tunica (1953), a fianco di Richard Burton e Jean Simmons, primo film girato con la tecnica del CinemaScope, che ebbe un sequel l'anno successivo dal titolo I gladiatori (1954), in cui Mature riprese il ruolo di Demetrio. Nello stesso anno chiuse il suo filone storico con Sinuhe l'egiziano.

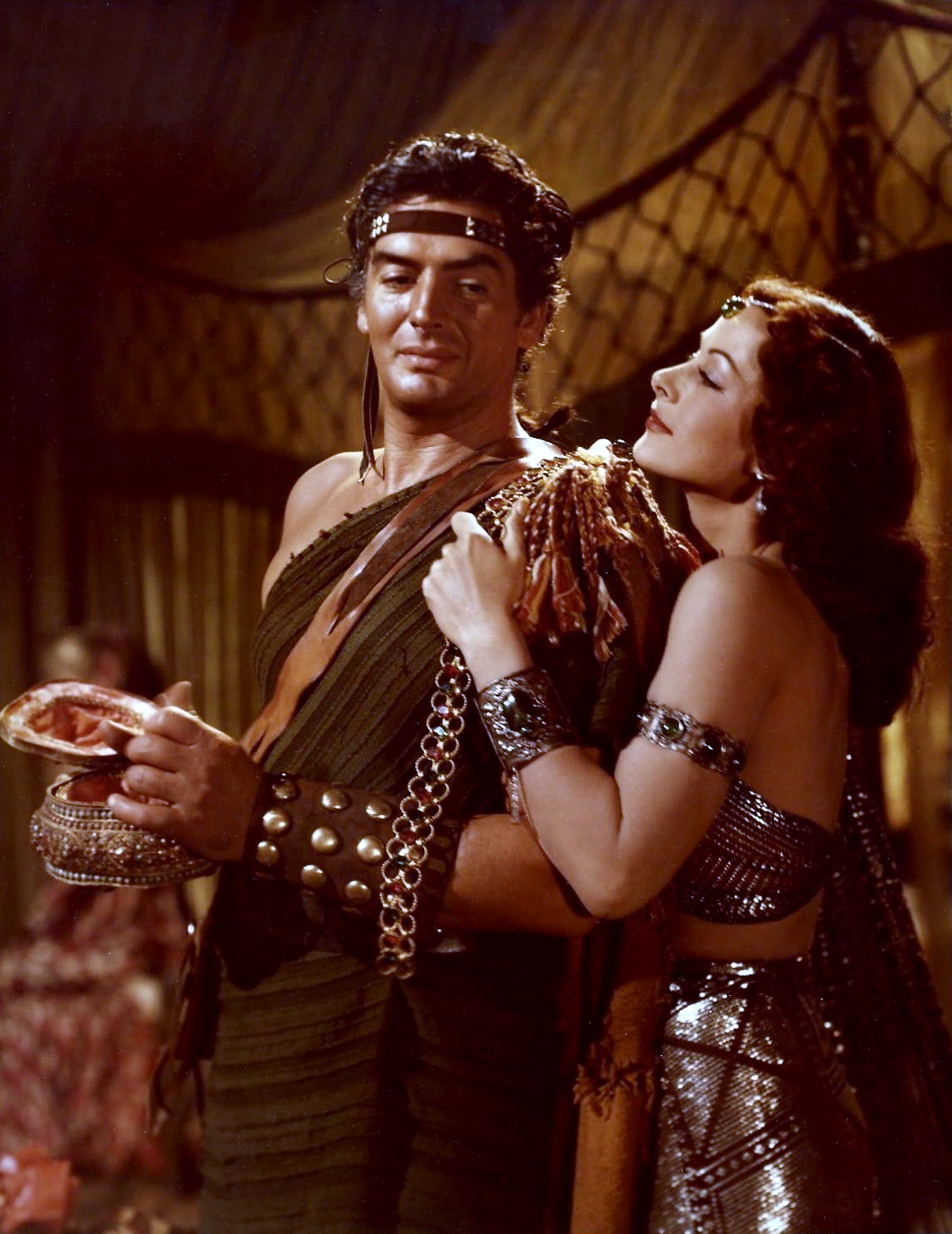
Mature con Hedy Lamarr in Sansone e Dalila (1949)

### Gli ultimi anni
Dopo la metà degli anni cinquanta, Mature trovò ruoli sempre meno interessanti e, tranne rare eccezioni quali il dramma romantico Bambola cinese (1958), si dedicò in particolare a pellicole d'avventura, trasferendosi per un certo periodo in Gran Bretagna.
Dopo la partecipazione a Annibale (1959) e a I tartari (1961), due co-produzioni internazionali di genere storico, dalla prima metà degli anni sessanta diradò le sue apparizioni sullo schermo, dedicandosi all'altra sua grande passione: il golf. Nel 1966 ebbe occasione di lavorare in Italia con Vittorio De Sica, che lo diresse nella commedia Caccia alla volpe, in cui Mature prende garbatamente in giro se stesso, nella parte di una popolare star del cinema in declino.

### La critica
A dispetto del suo fisico statuario e dei suoi lineamenti forti e spigolosi, il rude e severo Mature non è passato alla storia per aver incarnato personaggi di "cattivo", anzi, i ruoli in cui risultò più efficace furono principalmente drammatici, dalla forte carica emotiva, e comunque sempre positivi. Attore assai popolare presso il pubblico, Mature rimase fortemente impresso nell'immaginario collettivo, ma fu anche osteggiato, spesso in maniera eccessiva, dalla critica, che gli rimproverava una scarsa espressività; tuttavia ebbe il merito di mettersi più volte in discussione, arrivando ad interpretare i ruoli più svariati e mostrando una grande versatilità.
Egli stesso, riconoscendo di aver reso un cattivo servizio alla propria carriera, operando frequenti infelici scelte professionali, ebbe a dichiarare: «Non avevo mai nulla da ridire e accettavo sempre quello che mi proponevano». La sua autoironia («Non sono un attore! Ci sono 75 film che lo provano!») lo ha reso uno degli attori preferiti da George Clooney, che si è ispirato a Mature nel film Ave, Cesare! (2016) dei fratelli Coen.

### Vita privata

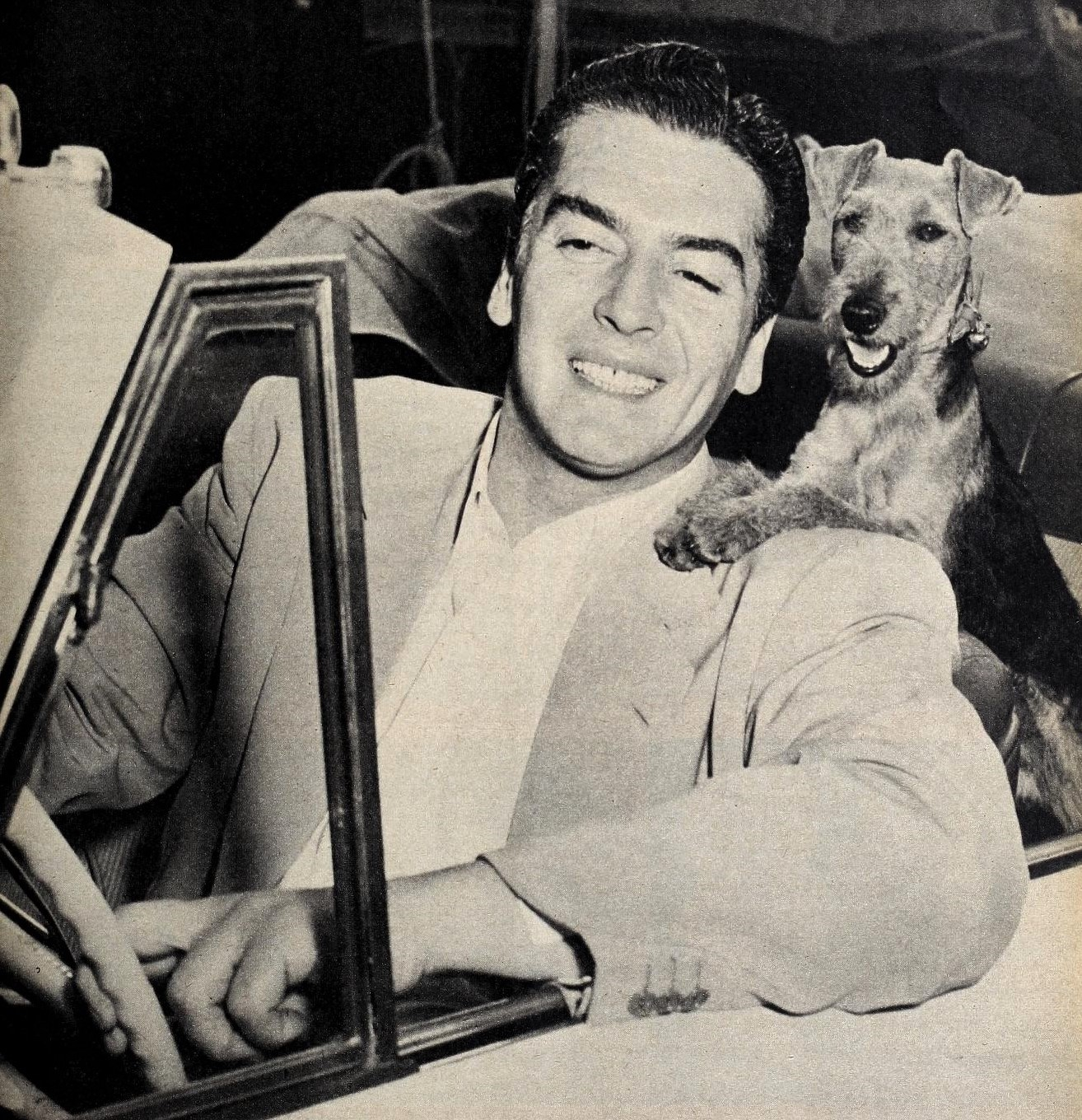
L'attore nel 1955

Mature si sposò 5 volte: il primo matrimonio con Frances Charles terminò con l'annullamento; successivamente si risposò con Martha Stephenson Kemp, Dorothy Stanford Berry, Adrienne Joy Urwick e Loretta Gaye Sebena, dalla quale ebbe l'unica figlia Victoria.
Ammalatosi di leucemia, morì all'età di 86 anni. Fu sepolto a Louisville, sua città natale, nella cappella di famiglia presso il cimitero di St. Michael.
Nell'estate del 2000 gli fu dedicata un'ampia retrospettiva e una mostra, "Dalla Val Rendena a Hollywood", svoltasi a Madonna di Campiglio.

## Filmografia
- La casa delle fanciulle (The Housekeeper's Daughter), regia di Hal Roach (1939)
- Sul sentiero dei mostri (One Million B.C.), regia di Hal Roach (1940)
- I ribelli dei sette mari (Captain Caution), regia di Richard Wallace (1940)
- No, No, Nanette, regia di Herbert Wilcox (1940)
- Situazione pericolosa (I Wake Up Screaming), regia di H. Bruce Humberstone (1941)
- I misteri di Shanghai (The Shanghai Gesture), regia di Josef von Sternberg (1941)
- Maja, la sirena delle Haway (Song of the Islands), regia di Walter Lang (1942)
- Follie di New York (My Gal Sal), regia di Irving Cummings (1942)
- Baci, carezze e pugni (Footlight Serenade), regia di Gregory Ratoff (1942)
- Tre ragazze e un caporale (Seven Days' Leave), regia di Tim Whelan (1942)
- Sfida infernale (My Darling Clementine), regia di John Ford (1946)
- Rose tragiche (Moss Rose), regia di Gregory Ratoff (1947)
- Il bacio della morte (Kiss of Death), regia di Henry Hathaway (1947)
- L'assalto (Fury at Furnace Creek), regia di H. Bruce Humberstone (1948)
- L'urlo della città (Cry of the City), regia di Robert Siodmak (1948)
- Ho sposato un demonio (Red, Hot and Blue), regia di John Farrow (1949)
- Il gigante di New York (Easy Living), regia di Jacques Tourneur (1949)
- Sansone e Dalila (Samson and Delilah), regia di Cecil B. DeMille (1949)
- La Venere di Chicago (Wabash Avenue), regia di Henry Koster (1950)
- Una famiglia sottosopra (Stella), regia di Claude Bynion (1950)
- I ragni della metropoli (Gambling House), regia di Ted Tetzlaff (1950)
- House of Dreams, regia di Leonard J. Shafitz - voce narrante (1951)
- La città del piacere (The Las Vegas Story), regia di Robert Stevenson (1952)
- Something for the Birds, regia di Robert Wise (1952)
- La ninfa degli antipodi (Million Dollar Mermaid), regia di Mervyn LeRoy (1952)
- Androclo e il leone (Androcles and the Lion), regia di Chester Erskine (1952)
- Brigata di fuoco (The Glory Brigade), regia di Robert D. Webb (1953)
- L'amore che ci incatena (Affair with a Stranger), regia di Roy Rowland (1953)
- La tunica (The Robe), regia di Henry Koster (1953)
- I veli di Bagdad (The Veils of Bagdad), regia di George Sherman (1953)
- Agente federale X3 (Dangerous Mission), regia di Louis King (1954)
- I gladiatori (Demetrius and the Gladiators), regia di Delmer Daves (1954)
- Sinuhe l'egiziano (The Egyptian), regia di Michael Curtiz (1954)
- Controspionaggio (Betrayed), regia di Gottfried Reinhardt (1954)
- Furia indiana (Chief Crazy Horse), regia di George Sherman (1955)
- Sabato tragico (Violent Saturday), regia di Richard Fleischer (1955)
- L'ultima frontiera (The Last Frontier), regia di Anthony Mann (1955)
- Safari, regia di Terence Young (1956)
- Cacciatori di squali (The Sharkfighters), regia di Jerry Hopper (1956)
- Zarak Khan (Zarak), regia di Terence Young (1956)
- International Police (Interpol), regia di John Gilling (1957)
- La strada è bloccata (The Long Haul), regia di Ken Hughes (1957)
- Non c'è tempo per morire (No Time to Die), regia di Terence Young (1958)
- Bambola cinese (China Doll), regia di Frank Borzage (1958)
- Selvaggio West (Escort West), regia di Francis D. Lyon (1958)
- La prigioniera del Sudan (Timbuktu), regia di Jacques Tourneur (1959)
- Kasim, furia dell'India (The Bandit of Zhobe), regia di John Gilling (1959)
- Il grande circo (The Big Circus), regia di Joseph M. Newman (1959)
- Annibale, regia di Carlo Ludovico Bragaglia ed Edgar G. Ulmer (1959)
- I tartari, regia di Richard Thorpe (1961)
- Caccia alla volpe, regia di Vittorio De Sica (1966)
- Sogni perduti (Head), regia di Bob Rafelson (1968)
- Mafiosi di mezza tacca e una governante dritta (Every Little Crook and Nanny), regia di Cy Howard (1972)
- Won Ton Ton, il cane che salvò Hollywood (Won Ton Ton: The Dog Who Saved Hollywood), regia di Michael Winner (1976)
- Bocca da fuoco (Firepower), regia di Michael Winner (1979)

## Doppiatori italiani
- Emilio Cigoli in Follie di New York, Il gigante di New York, Ho sposato un demonio, Sansone e Dalila, La venere di Chicago, La città del piacere, La ninfa degli antipodi, Androclo e il leone, Brigata di fuoco, L'amore che ci incatena, I veli di Bagdad, Agente federale X3, Sinuhe l'egiziano, Furia indiana, L'ultima frontiera, Safari, Zarak Khan, Bambola cinese, Selvaggio West, Kasim, furia dell'India, Il grande circo, La prigioniera del Sudan, Annibale, I tartari
- Mario Pisu in La tunica, I gladiatori, Controspionaggio, Sabato tragico, Caccia alla volpe
- Giulio Panicali in I misteri di Shanghai, Il bacio della morte, L'urlo della città, Una famiglia sottosopra
- Gualtiero De Angelis in Sfida infernale
- Ennio Cerlesi in Situazione pericolosa